# Trotothyris abnormalis
Trotothyris abnormalis är en fjärilsart som beskrevs av W. Warren 1897. Trotothyris abnormalis ingår i släktet Trotothyris och familjen sikelvingar. Inga underarter finns listade i Catalogue of Life.